# Kalifornientrupial
Kalifornientrupial (Agelaius tricolor) är en starkt utrotningshotad fågel i familjen trupialer inom ordningen tättingar. Den förekommer främst i den amerikanska delstaten Kalifornien, men även norrut i Oregon och söderut in i Mexiko. Arten har minskat mycket kraftigt i antal på kort tid och listas därför som starkt hotad av IUCN.

## Kännetecken

### Utseende
Kalifornientrupialen är en 18–24 cm lång, slank trupial med stora dräktskillnader mellan könen. Hanen är blåglansigt svart förutom iögonfallande skulderfläckar med mörkröda mindre täckare och vita mellersta täckare. Honan är mestadels mörk gråbrun med ljusare strupe och streckad undersida.
Arten är mycket lik den vida spridda och mycket vanliga rödvingetrupialen (Agelaius phoeniceus). Kalifornisk trupial har dock jämfört med denna spetsigare vingar, mörkare röd skulderfläck och vitt istället för gult vingband hos hanen, medan honan är mörkt gråbrun utan rostfärgade inslag ovan.

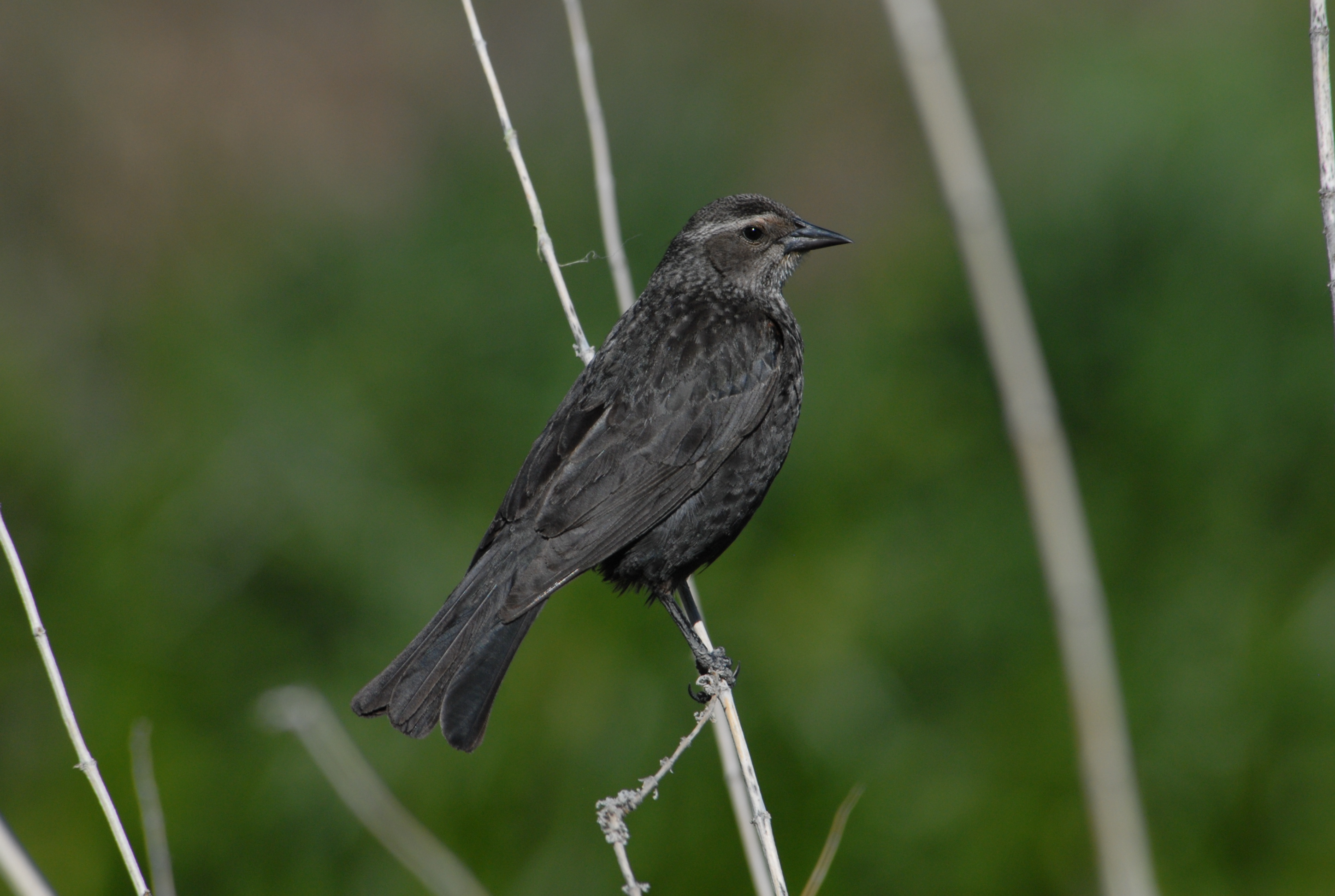
Hona kalifornisk trupial.

### Läten
Hanens sång beskrivs som ett utdraget och nasalt "guuuaaaak" som varar en till 1,5 sekund, mörkare och hårdare än rödvingetrupialens. Även varnings- och flyktlätena är nasala, "chwuk" respektive "churr".

## Utbredning
Fågeln förekommer i våtmarker och odlingar från sydvästra Oregon till nordvästra Baja California. Den behandlas som monotypisk, det vill säga att den inte delas in i några underarter.

## Levnadssätt
Kalifornientrupialen häckar i kolonier i våtmarker. Den övervintrar och födosöker i stora flockar i våtmarker och i jordbruksområden, ofta tillsammans med rödvingetrupialer. Födan består av insekter och andra leddjur samt frön, inklusive säd och ris. Den häckar huvudsakligen från månadsskiftet mars–april till juli, men även i viss utsträckning på hösten mellan oktober och november.

## Status och hot
Arten har minskar mycket kraftigt i antal till följd av habitatförlust, födobrist och misslyckade häckningar i odlade fält, sedan 1970 med 50% och under åren 2008–2014 med hela 63 %. Därefter verkar minskningen har avstannat och populationen verkar till och med ha återhämtat sig något. Internationella naturvårdsunionen IUCN listar den fortsatt dock som starkt hotad. Idag uppskattas världspopulationen till 175 000 individer.